# ConAct
ConAct – Koordinierungszentrum Deutsch-Israelischer Jugendaustausch ist ein bundesweites Service- und Informationszentrum für die Jugendkontakte zwischen Deutschland und Israel mit Sitz in Lutherstadt Wittenberg, Sachsen-Anhalt. Sein Ziel sind der Aufbau und die Stärkung der Deutsch-israelischen Beziehungen. Die Tätigkeit umfasst die Beratung zur Planung und Finanzierung von deutsch-israelischen Jugendbegegnungen, die Bereitstellung von Länderinformationen, die Vernetzung von Akteuren sowie durch Initiativen zur Weiterentwicklung des Jugendaustausches zwischen Deutschland und Israel.
ConAct ist eine Einrichtung des Bundesministeriums für Familie, Senioren, Frauen und Jugend (BMFSFJ) mit Unterstützung der Länder Sachsen-Anhalt und Mecklenburg-Vorpommern. Es arbeitet bundesweit und ist vor Ort in Trägerschaft der Evangelischen Akademie Sachsen-Anhalt tätig. Partner auf israelischer Seite ist die Israel Youth Exchange Authority (IYEA) Tel Aviv, die im Auftrag des israelischen Erziehungsministeriums sowie des Außenministeriums tätig ist. Die Arbeit von ConAct wird vom Koordinierungsrat für den Deutsch-Israelischen Jugendaustausch begleitet, welcher unter dem Vorsitz des BMFSFJ tagt.

## Geschichte
Während seines Besuches in Israel im Frühjahr 2000 regte Bundespräsident Johannes Rau die aktive Unterstützung und nachhaltige Ausweitung der deutsch-israelischen Jugendkontakte an. Zu diesem Zweck verabredeten die deutsche Bundesjugendministerin Christine Bergmann und der israelische Erziehungsminister Yossi Sarid die Einrichtung von Koordinierungsbüros für den deutsch-israelischen Jugendaustausch in Deutschland und Israel:

„Das Lernen und Üben des Umgangs miteinander wird zwischen den Menschen in Deutschland und Israel nie aufhören. Ich möchte Sie bitten, mit mir alles zu tun, um dieses Lernen zu fördern. Wir werden in diesen Tagen eine Vereinbarung über ein deutsch-israelisches Jugendforum unterzeichnen, das diesem Zweck dient. Wir werden ein Stipendienprogramm schaffen, das helfen soll, junge Israelis mit dem heutigen Deutschland vertraut zu machen.“

Am 23. Oktober 2001 wurde in Anwesenheit des Bundespräsidenten das Büro in Lutherstadt Wittenberg eröffnet. Auf Einladung der Stadt zog ConAct in das Alte Rathaus am Marktplatz ein. Anlässlich der zehnjährigen Kooperation zwischen ConAct und IYEA lud Bundespräsident Christian Wulff 2011 zu einer festlichen Veranstaltung ins Schloss Bellevue ein und würdigte die Arbeit der beiden Koordinierungsbüros sowie der Träger in Deutschland und Israel.

## Zahlen
Seit der Gründung wurden durch die Arbeit der Koordinierungsbüros rund 90 neue Projektpartnerschaften im Austausch begründet. In über 140 eigenen Fachveranstaltungen wurden im bilateralen Rahmen Netzwerkarbeit geleistet und Qualifizierungsangebote für mehr als 5.500 teilnehmende Fachkräfte aus Jugendaustausch und -hilfe bereitgestellt. Im Jahr 2013 wurde das Budget des BMFSFJ für den deutsch-israelischen Jugendaustausch auf jährlich 2,2 Millionen Euro erhöht. Aus diesen Mitteln werden über ConAct jedes Jahr rund 300 Austauschprojekte gefördert.

## Aufgaben und Arbeitsbereiche
Die Kernaufgaben der Koordinierungszentren wurden in der gemeinsamen Absichtserklärung des BMFSFJ und des israelischen Erziehungsministeriums festgehalten. Dort werden folgende Aufgaben aufgeführt:
- die Organisationen und Institutionen des deutsch-israelischen Jugendaustausches beraten und unterstützen
- Austauschprojekte anregen und Kontakte zwischen interessierten Organisationen und Jugendinitiativen vermitteln und vertiefen helfen
- neue Formen und Bereiche der Zusammenarbeit und des Austausches anregen
- Partnerbörsen und Fachtagungen zum deutsch-israelischen Jugendaustausch durchführen
- Mitarbeiter des deutsch-israelischen Jugendaustausches zur Qualifizierung der Zusammenarbeit fortbilden
- Hilfestellung bei der Vermittlung sowie Unterstützung bei der Organisation von Seminaren für Praktika und Hospitationen in Erziehungseinrichtungen leisten
- Empfehlungen an den Gemischten Fachausschuss für den deutsch-israelischen Jugendaustausch sowie an die zuständigen nationalen Behörden geben
- Informations- und Arbeitsmaterialien entwickeln und veröffentlichen
- Finanzierungsmöglichkeiten aufzeigen und vermitteln sowie sich um Sponsoren bemühen.[6]

## Zentrale Aufgaben

### Information, Vernetzung und Service
ConAct hilft bei der inhaltlichen Planung und der organisatorischen Verwirklichung deutsch-israelischer Austauschprogramme. Es stellt Informationen um die deutsch-israelischen Jugendkontakte bereit, berät deutsch-israelische Projektpartnerschaften zur Konzeption und Umsetzung gemeinsamer Jugendaustausch- und Fachkräfteprogramme und erstellt pädagogische Handreichungen, die der inhaltlichen Vorbereitung und praktischen Durchführung deutsch-israelischer Jugendbegegnungen dienen.

### Qualifizierung von Multiplikatoren und Gruppenleitern
ConAct konzipiert Seminare zum Erfahrungsaustausch und Fachtagungen zur Weiterbildung für Gruppenleiter und Multiplikatoren im deutsch-israelischen Austausch. Diese Fachkräfteprogramme verfolgen das Ziel, trotz der oft unsicheren sicherheitspolitischen Rahmenbedingungen die Kontinuität der Kontakte und Absprachen zu erhalten sowie die Gruppenleiter für gesellschaftliche Entwicklungen in beiden Ländern zu sensibilisieren. Dazu gehören die Match-Making-Seminare, bei denen neu einsteigende Träger der Jugendarbeit aus Deutschland und Israel miteinander vernetzt werden, Fachtagungen zum deutsch-israelischen Jugendaustausch sowie bilaterale Fachseminare zur jugendpolitischen Zusammenarbeit.

### Finanzierung und Förderung
ConAct verwaltet im Auftrag des BMFSFJ die Mittel des Kinder- und Jugendplans des Bundes (KJP) zur Förderung des außerschulischen Jugendaustauschs sowie von Fachkräfteprogrammen der außerschulischen Kinder- und Jugendhilfe. ConAct berät Träger bei der Beantragung der Mittel, leitet die Fördermittel an Jugendverbände und die zuständigen Länderstellen weiter und prüft die Verwendungsnachweise.

## Weiterentwicklung der deutsch-israelischen Jugendkontakte
In den zentralen Arbeitsbereichen finden sich an verschiedenen Stellen Fragen hinsichtlich der Weiterentwicklung der deutsch-israelischen Jugendkontakte vor dem Hintergrund aktueller Herausforderungen des deutsch-israelischen Jugendaustauschs. In den Themenschwerpunkten „Gemeinsam erinnern“, „Engagement teilen“ und „Vielfalt leben“ arbeitet ConAct daran, die Austauscharbeit inhaltlich weiterzuentwickeln.

### Living Diversity in Germany and Israel
Ziel des Projektes in Anknüpfung an den Themenschwerpunkt „Vielfalt leben“ ist der Aufbau eines deutsch-israelischen Netzwerks von Trägern und Fachkräften der außerschulischen Jugendarbeit, die sich in ihrer Bildungs- und Austauscharbeit einer diversitätsbewussten Herangehensweise verpflichtet fühlen und sich für ein gesellschaftlich-gleichberechtigtes Miteinander und gegen Ausgrenzung und Diskriminierung einsetzen.

### Gemeinsam Erinnern – Brücken Bauen
Im Rahmen eines dreijährigen bilateralen Arbeitsprozesses mit dem Bayerischen Jugendring und der Stadt Jerusalem arbeitete ConAct im Themenschwerpunkt „Gemeinsam erinnern“ an der Gestaltung von gemeinsamen Gedenkveranstaltungen im Rahmen deutsch-israelischer Jugendbegegnungen, stellt das Erinnern doch ein zentrales Anliegen dar, das die Begegnungen von Jugendlichen aus Deutschland und Israel prägt. Gemeinsame Gedenkstättenbesuche und die Beschäftigung mit der Schoah verdeutlichen jungen Deutschen und Israelis immer wieder die Zugehörigkeit zu den Nachfolgegenerationen der Täter und Opfer, was spezifische Herausforderungen für die Begegnung und Annäherungen der jungen Menschen aus beiden Ländern bedeutet. Die starken emotionalen Reaktionen auffangen zu können, gemeinsam Gedenkfeiern vorzubereiten und diese sinnvoll in den Kontext deutsch-israelischer Begegnungen einzubauen, war Ziel des pädagogischen Handbuchs, das 2008 als Ergebnis des Projektes veröffentlicht und 2014 überarbeitet und um konkrete pädagogische Methoden erweitert wurde.

### Deutsch-Israelisches Freiwilligenprogramm für junge Israelis in Deutschland – Kom-Mit-Nadev
2010 begann im Rahmen des Themenschwerpunkts „Engagement teilen“ auf Initiative zahlreicher Träger und in Koordination von ConAct das Pilotprogramm Kom-Mit-Nadev, mit dem erstmals auch im Bereich der Freiwilligendienste eine Gegenseitigkeit im deutsch-israelischen Kontext hergestellt wurde. Bundespräsident Wulff hob 2011, anlässlich des 10-jährigen Bestehens von ConAct, die Bedeutung dieses neuen Programms hervor. Im Juli 2015 wurde das Programm nach einer fünfjährigen Pilotphase vorerst beendet. Viele der deutschen und israelischen Organisationen kooperieren weiterhin, um jungen Israelis einen Freiwilligendienst in Deutschland zu ermöglichen.

### Jubiläum „50 Jahre deutsch-israelische diplomatische Beziehungen“
Im Rahmen der Feierlichkeiten zu 50 Jahren deutsch-israelische diplomatische Beziehungen sowie zu 60 Jahren deutsch-israelischer Jugendaustausch fand als Kooperation von BMFSFJ und ConAct der deutsch-israelische Jugendkongress in Berlin und Neve Ilan (Israel) statt. Hierzu trafen sich 300 im Jugendaustausch erfahrene junge Menschen aus beiden Ländern, um über Erfahrungen, Erfolge und Herausforderungen zu diskutieren. Während des Programmteils in Berlin hatten die Jugendlichen auch die Gelegenheit, sich mit den Präsidenten Reuven Rivlin und Joachim Gauck auszutauschen.

Des Weiteren überarbeitete ConAct anlässlich des Jubiläums die deutsch-hebräische Website „Exchange Visions“, die seit 2005 besteht. Sie dient der Erforschung und Bearbeitung der Geschichte des deutsch-israelischen Jugendaustauschs.
Im Rahmen des medienpädagogisch begleiteten Jugendaustauschprojektes „Spotlight on… 50 Years Israel & Germany“ entstanden fünf Kurzfilme, die künftig für die pädagogische Arbeit zur Nutzung bereitstehen.
In einer Broschüre zu 60 Jahren deutsch-israelischem Jugendaustausch sind Daten, Zahlen, Stimmen und Geschichte(n) zusammengetragen; im Fachbuch „MOOVING MOMENTS CONNECTING FOR LIFE“ schreiben deutsche und israelische Autoren über Forschungsergebnisse, Inhalte, Dynamiken und Pädagogik in deutsch-israelischen Begegnungen.

## Veröffentlichungen (Auswahl)
ConAct veröffentlicht Publikationen, die sich mit verschiedenen Themenbereichen des deutsch-israelischen Verhältnisses, mit besonderem Augenmerk auf die Jugendarbeit, befassen. Ein Großteil davon ist vollständig zweisprachig auf Deutsch und Hebräisch verfasst.
- Spotlight on… Germany & Israel. Fünf Kurzfilme von jungen Menschen zu Vergangenheit, Gegenwart und Zukunft der deutsch-israelischen Beziehungen mit Methoden für die pädagogische Praxis. Lutherstadt Wittenberg, Veröffentlichung April 2016
- Moving Moments Connecting for Live – Deutsch-Israelischer Jugendaustausch in Forschung und Praxis. NDV GmbH & Co. KG. Lutherstadt Wittenberg, 2015. ISBN 978-3-87576-784-1
- 50 Jahre Diplomatische Beziehungen Deutschland-Israel – 60 Jahre Deutsch-Israelischer Jugendaustausch. Geschichte(n) – Einblicke – Informationen. Lutherstadt Wittenberg, 2015.
- Israel – Nah im Osten. Hrsg. von ConAct – Koordinierungszentrum Deutsch-Israelischer Jugendaustausch und NDV Rheinbreitbach. 2011, überarb. 2. Aufl. 2014
- Gemeinsam erinnern – Engagement teilen – Vielfalt leben. Deutsch-Israelische Fachtagung. Lutherstadt Wittenberg 2013
- Gemeinsam erinnern – Brücken bauen: Zwischen Vergangenheit und Zukunft, von Mensch zu Mensch. Lutherstadt Wittenberg, 2008. überarb. u. erw. Neuauflage 2014
- „Da fällt mir aber ein Stein von den Schultern“. Methoden der Sprachanimation für den deutsch-israelischen Austausch auf Deutsch, Hebräisch, Arabisch. Lutherstadt Wittenberg, 2010. ISBN 978-3-00-033339-2
- Schriftenreihe ConAct-Info. Ständig aktualisierte Ausgaben
  - ConAct-Info – Gemeinsame Bestimmungen für die Durchführung und Förderung des Deutsch-Israelischen Jugendaustausches
  - ConAct-Info – Förderung aus Mitteln des Kinder- und Jugendplans des Bundes (KJP) im Sonderprogramm Deutschland – Israel
  - ConAct-Info – Freiwilligendienste in Israel und Deutschland
  - ConAct-Info – Sprachkurse: Hebräisch und Arabisch lernen in Israel und Deutschland
  - ConAct-Info – Gute Ideen kosten Geld – Fördermöglichkeiten für deutsch-israelische Austauschprogramme
  - ConAct-Info – Fit für den Austausch. Übersicht pädagogischer Materialien für deutsch-israelische Begegnungsprogramme
- Gemeinsam Handeln – Poʿalim Jachad. Katalog zum Ausstellungsprojekt „Gemeinsam Handeln“ mit Kunstobjekten aus deutsch-israelischen Jugendbegegnungen. Lutherstadt Wittenberg, 2012